# Jelcz-Laskowice (gemeente)
De gemeente Jelcz-Laskowice is een stad- en landgemeente in het Poolse woiwodschap Neder-Silezië, in powiat Oławski.
De zetel van de gemeente is in Jelcz-Laskowice.
Op 30 juni 2004 telde de gemeente 21 481 inwoners.

## Oppervlakte gegevens
In 2002 bedroeg de totale oppervlakte van gemeente Jelcz-Laskowice 168,1 km², waarvan:
- agrarisch gebied: 57%
- bossen: 33%

De gemeente beslaat 32,1% van de totale oppervlakte van de powiat.

## Demografie
Stand op 30 juni 2004:
| Omschrijving                   | Totaal | Totaal | Vrouwen | Vrouwen | Mannen | Mannen |
| ------------------------------ | ------ | ------ | ------- | ------- | ------ | ------ |
| eenheid                        | aantal | %      | aantal  | %       | aantal | %      |
| inwoners                       | 21 481 | 100    | 10 854  | 50,5    | 10 627 | 49,5   |
| bevolkingsdichtheid (inw./km²) | 127,8  | 127,8  | 64,6    | 64,6    | 63,2   | 63,2   |

In 2002 bedroeg het gemiddelde inkomen per inwoner 1168,87 zł.

## Plaatsen
De gemeente bestaat uit de stad (miasto) Jelcz-Laskowice en 15 dorpen:
- Biskupice Oławskie
- Brzezinki
- Chwałowice
- Dębina
- Dziuplina
- Grędzina
- Kopalina
- Łęg
- Miłocice
- Miłocice Małe
- Miłoszyce
- Minkowice Oławskie
- Nowy Dwór
- Piekary
- Wójcice

## Aangrenzende gemeenten
Bierutów, Czernica, Lubsza, Namysłów, Oleśnica, Oława, Oława